# 奥利弗·卡斯·卡沃
奥利弗·卡斯·卡沃 （阿拉伯语：أوليفر إيساك كاسكاو，2001年12月3日—），是一名出生于瑞典的叙利亚职业足球运动员，司职中场。现效力于達爾庫爾德，也代表叙利亚国家足球队。